# Podocarpus ekmanii
Podocarpus ekmanii är en barrträdart som beskrevs av Ignatz Urban. Podocarpus ekmanii ingår i släktet Podocarpus och familjen Podocarpaceae. Inga underarter finns listade i Catalogue of Life.